# Romancers
『Romancers』（ロマンサーズ）は、浅美裕子による日本の漫画作品。

## あらすじ
中学生の汀宝良は、言葉を操る「ロマンサー」という特殊な能力を持ち、その能力で「請負い屋」として警察が手に負えない事件を解決する。

## 設定
ロマンサー
特定の言葉を織り込んだ願望を発声することで、その願望を現実化させる能力を持った人間のこと。例えば“嘘”と言う言葉で能力を発揮するロマンサーの場合、「空を飛べないなんて“嘘”」と言うことで、空を飛べないことが“嘘”＝空を飛べるようになる、と言った具合である。ただしロマンサー本人には効果がない。また現実化した願望は無限に続くわけではなく、時間が経過すると効果は切れるが、現実化した願望によって時間にばらつきがあり、どの程度続くのかはロマンサー本人にも分からない。多くの場合は数分から数十分程度、長くて2-3日持続する。しかし人の死など「取り返しの付かない」願望を発声した場合、その効果は永続し、ロマンサーの言葉によって死んだ人間が蘇ると言ったことは起こらない。
異能者である自身の境遇に苦悩する者や、人を殺害する手段として積極的に使用する者など、様々なタイプのロマンサーが存在する。
WOP（ワード・オブ・パワー）
別名「言葉の力」。ロマンサーが能力を発揮する際に必要な、いわばキーワード。個々のロマンサーによって異なり、一人のロマンサーが持つWOPはひとつである。ロマンサーが能力を発揮するためには、対象に触れながら、言葉の中に決められたWOPを入れなければならない。WOPは総じてネガティブな言葉であり（作者によると意図的にネガティブな言葉を選んでいるとのこと）、言葉の重みによって上下関係がある。

## 登場人物

### 主要人物
汀宝良（みぎわ たから）
本作の主人公。赤毛で長髪の少年。ロマンサーでWOPは“嘘”。脇坂の家に同居し、警察の手に負えない事件を「請負い屋」として解決している。
「自分が神」と豪語する、明るく図々しい少年。ロマンサーの能力のため転校を繰り返しており、親しい友人はいなかったが、ある事件をきっかけに勝也と友人になる。
幼少時は悲惨な環境で育ち、この能力が元で虐待する父親を殺してしまい荒れていたが、脇坂と加賀見によって更生する。請負い屋をしながら行方不明になった加賀見を探している。
6月1日生まれの双子座で13歳。血液型はAB型で身長は149cm、体重は52kgである。
脇坂純一（わきさか じゅんいち）
宝良の保護者兼同居人兼仕事のパートナー。本業は刑事であり、階級は警部補。
口が悪く、よく宝良をからかって楽しんでいるが、本心では宝良を大事に思い、自ら憎まれ役を演じている。一日40本煙草を吸うヘビースモーカー。
宝良が虫垂炎で入院していた時に仲良くなった友弘の兄で、宝良とは過去に面識がある。かつて加賀見とパートナーを組んでいた。
7月7日生まれのかに座で28歳。血液型はB型で身長は183cm、体重は80kgである。
五十嵐勝也（いがら しかつや）
宝良のクラスメイト。親友の事件をきっかけに宝良と親しくなる。宝良がロマンサーであることを知る唯一のクラスメイトである。
1月19日生まれの山羊座で13歳。血液型はO型で身長は160cm、体重は51kgである。

### その他
加賀見健介（かがみ けんすけ）
ロマンサーの青年でWOPは“死”。脇坂の元パートナーであった。ある事件で宝良を助けて以来、行方不明になる。
自身の能力を両親に嫌われ、家族の幸福のために家出した過去を持つ。実は彬の兄である。
1月5日生まれの24歳で血液型はA型。
朝倉真希（あさくら まき）
ある会社社長の令嬢で、会社の相続争いに巻き込まれ命を狙われるようになる。
鏑木涼（かぶらぎ りょう）
ロマンサーの青年でWOPは“凍”。暗殺業を営んでおり、ロマンサーの能力を使って依頼を遂行する。朝倉真希の叔父の依頼を受けて朝倉真希を暗殺しようとした。人が死ぬ場面を見ることに興味を抱いている。
週刊少年ジャンプに掲載された際は名前を「鏑木淳」と誤植されたが、単行本では修正されている。
仁羽彬（にわ あきら）
宝良と勝也のクラスに来た転校生。殺人現場を目撃したと思われ、殺人犯に狙われている。実は加賀見の弟で、別れ際に加賀見が飛行機にWOPをこめた。

## 書誌情報
1. 第1巻 ISBN 4-0887-2841-6
2. 第2巻 ISBN 4-0887-2879-3
3. 第3巻 ISBN 4-0887-3025-9
  - 読切『ファング・ラング』『フロントザウルス』が収録されている。